# 喜神星

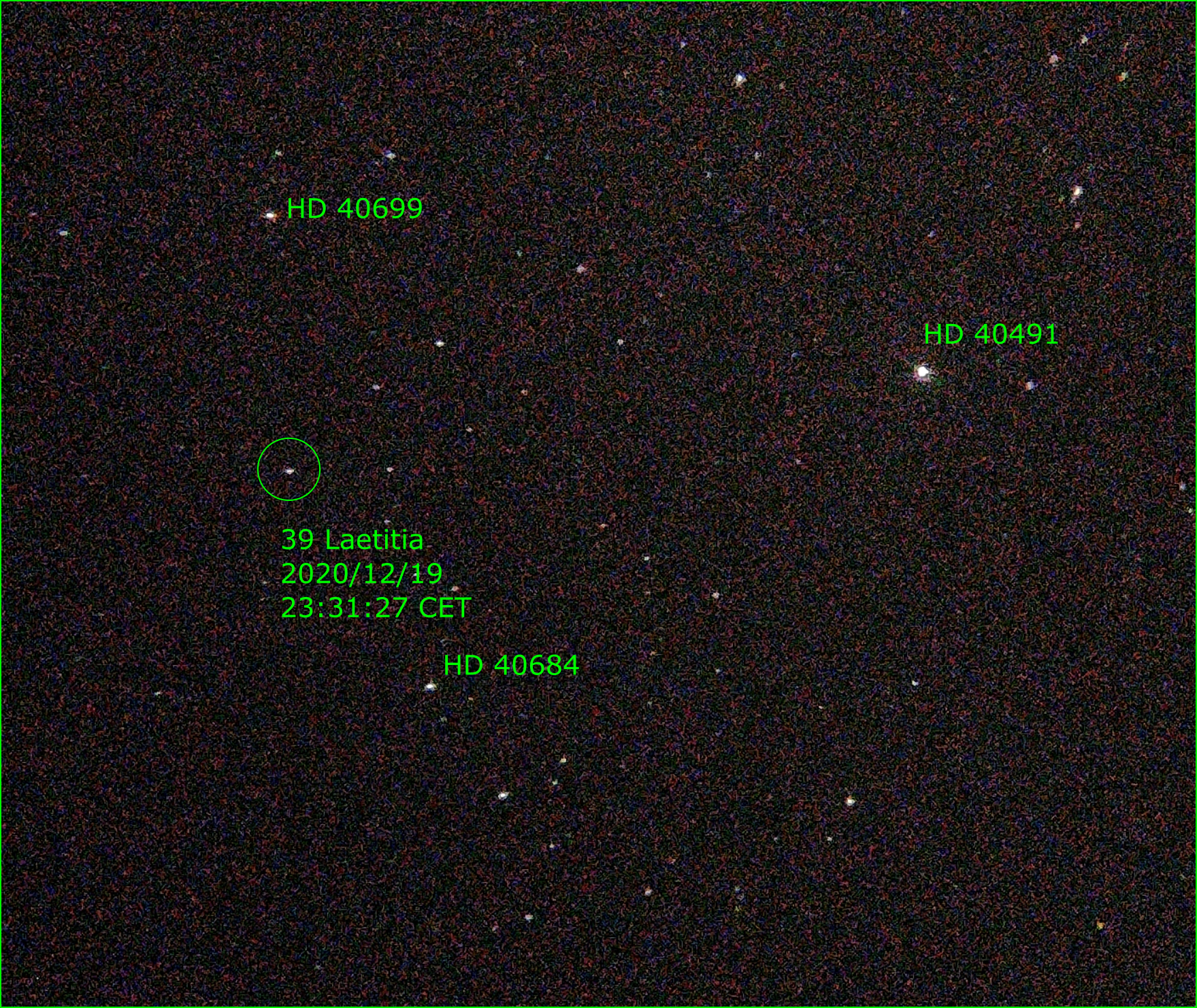
在2020年12月19日拍攝的喜神星（39 Laetitia）。

喜神星（小行星序號：39 Laetitia）是法國天文學家讓·查科納克於1856年2月8日發現的一顆大型主帶小行星，並以羅馬神話中掌管幸福的女神萊蒂西亞命名。它的光譜與S型相匹配，表示其成分是石質（矽酸鹽）的組合物。它繞著太陽運行一周的週期為4.61年，繞軸自轉的週期約為5.1小時。
在1968-74年間收集的光度測量資料被用來建構提供其形狀和旋轉資訊的光變曲線。它具有細長的三軸橢球體的一般形狀，軸的長度之比等於15：9：5。主要表面特徵的尺度為10 km，並且整個表面的顏色沒有顯著差異。在黃道坐標系中，估計旋轉極點的方向是指向座標的 (λ0，β0) =（121°±10°， +37°±10°)。
1988年，使用毛納基山天文台的夏威夷大學88英吋望遠鏡搜索圍繞這顆小行星運行的衛星或塵埃，但一無所獲。2006－08年間收集的光度觀測被用來測量小行星光度隨著時間變化的曲線。這些數據表明，這顆小行星可能具有複雜的形狀，或者它可能是一個雙小行星系統。1998年3月21日對其掩星的觀測獲得了幾個弦的長度，表明橢球體橫截面為219 km × 142 km。

## 外部連結
- 喜神星 at AstDyS-2, Asteroids—Dynamic Site
  - Ephemeris · Observation prediction · Orbital info · Proper elements · Observational info
- NASA JPL小天體瀏覽器上的喜神星